# Karlheinz Jansen (Politiker)
Karlheinz Jansen (* 6. Februar 1943 in Korschenbroich, Kreis Grevenbroich) ist ein deutscher Politiker der CDU.

## Ausbildung und Beruf
Karlheinz Jansen legte 1963 das Abitur ab. Danach besuchte er die Pädagogische Hochschule Neuss; die erste Staatsprüfung erfolgte 1966. Danach arbeitete er als Lehrer, 1969 als Fachlehrer an einem Bezirksseminar. 1972 wurde er Konrektor, von 1973 bis 1975 war er als Rektor tätig. Ab 1975 befand er sich gemäß Landesrechtsstellungsgesetz im Ruhestand.

## Politik
Karlheinz Jansen ist seit 1966 Mitglied der CDU. Er war Vorsitzender der Jungen Union Mönchengladbach sowie Mitglied des Kreisparteivorstandes Mönchengladbach und Vorstandsmitglied der Christlich Demokratischen Arbeitnehmerschaft Mönchengladbach. Von 1969 bis 1975 war Jansen Mitglied des Rates der Stadt Mönchengladbach. Er ist Mitglied der Gewerkschaft Erziehung und Wissenschaft.
Karlheinz Jansen war vom 28. Mai 1975 bis zum 28. Mai 1980 direkt gewähltes Mitglied des 8. Landtages von Nordrhein-Westfalen für den Wahlkreis 034 Mönchengladbach II – Viersen.